# Kanada az 1976. évi téli olimpiai játékokon
Kanada az ausztriai Innsbruckban megrendezett 1976. évi téli olimpiai játékok egyik részt vevő nemzete volt. Az országot az olimpián 8 sportágban 59 sportoló képviselte, akik összesen 3 érmet szereztek.

## Érmesek
| Érem  | Versenyző       | Sportág        | Versenyszám          |
| ----- | --------------- | -------------- | -------------------- |
| Arany | Kathy Kreiner   | Alpesisí       | Női óriás-műlesiklás |
| Ezüst | Cathy Priestner | Gyorskorcsolya | Női 500 m            |
| Bronz | Toller Cranston | Műkorcsolya    | Férfi egyéni         |

## Alpesisí
Férfi
| Versenyző      | Versenyszám      | 1. futam      | 1. futam      | 2. futam      | 2. futam      | Összesítés | Összesítés |
| Versenyző      | Versenyszám      | Idő           | Hely.         | Idő           | Hely.         | Idő        | Helyezés   |
| -------------- | ---------------- | ------------- | ------------- | ------------- | ------------- | ---------- | ---------- |
| Jim Hunter     | Lesiklás         |               |               |               |               | 1:47,52    | 10.        |
| Jim Hunter     | Óriás-műlesiklás | 1:48,56       | 21.           | 1:48,80       | 25.           | 3:37,36    | 22.        |
| Jim Hunter     | Műlesiklás       | 1:06,26       | 28.           | 1:10,80       | 27.           | 2:17,06    | 23.        |
| Dave Irwin     | Lesiklás         |               |               |               |               | 1:47,41    | 8.         |
| David Murray   | Lesiklás         |               |               |               |               | 1:48,43    | 18.        |
| David Murray   | Óriás-műlesiklás | 1:54,43       | 42.*          | nem ért célba | nem ért célba | kiesett    | kiesett    |
| David Murray   | Műlesiklás       | nem ért célba | nem ért célba | kiesett       | kiesett       | kiesett    | kiesett    |
| Ken Read       | Lesiklás         |               |               |               |               | 1:46,83    | 5.         |
| Ken Read       | Óriás-műlesiklás | 1:52,81       | 39.           | nem ért célba | nem ért célba | kiesett    | kiesett    |
| Ken Read       | Műlesiklás       | nem ért célba | nem ért célba | kiesett       | kiesett       | kiesett    | kiesett    |
| Robert Safrata | Óriás-műlesiklás | 1:51,70       | 36.           | nem ért célba | nem ért célba | kiesett    | kiesett    |
| Robert Safrata | Műlesiklás       | 1:07,63       | 33.           | 1:10,35       | 25.           | 2:17,98    | 27.        |

* - egy másik versenyzővel azonos eredményt ért el
Női
| Versenyző      | Versenyszám      | 1. futam      | 1. futam      | 2. futam      | 2. futam      | Összesítés | Összesítés |
| Versenyző      | Versenyszám      | Idő           | Hely.         | Idő           | Hely.         | Idő        | Helyezés   |
| -------------- | ---------------- | ------------- | ------------- | ------------- | ------------- | ---------- | ---------- |
| Betsy Clifford | Lesiklás         |               |               |               |               | 1:51,40    | 22.        |
| Betsy Clifford | Óriás-műlesiklás |               |               |               |               | 1:32,61    | 22.        |
| Betsy Clifford | Műlesiklás       | 49,09         | 13.           | nem ért célba | nem ért célba | kiesett    | kiesett    |
| Kathy Kreiner  | Lesiklás         |               |               |               |               | 1:50,48    | 19.        |
| Kathy Kreiner  | Óriás-műlesiklás |               |               |               |               | 1:29,13    |            |
| Kathy Kreiner  | Műlesiklás       | nem ért célba | nem ért célba | kiesett       | kiesett       | kiesett    | kiesett    |
| Laurie Kreiner | Lesiklás         |               |               |               |               | 1:49,97    | 16.        |
| Laurie Kreiner | Óriás-műlesiklás |               |               |               |               | 1:34,53    | 27.        |
| Laurie Kreiner | Műlesiklás       | 50,26         | 20.           | 49,12         | 15.           | 1:39,38    | 14.        |

## Bob
| Versenyző                                                      | Versenyszám | 1. futam | 1. futam | 2. futam | 2. futam | 3. futam | 3. futam | 4. futam | 4. futam | Összesítés | Összesítés |
| Versenyző                                                      | Versenyszám | Idő      | Hely.    | Idő      | Hely.    | Idő      | Hely.    | Idő      | Hely.    | Idő        | Helyezés   |
| -------------------------------------------------------------- | ----------- | -------- | -------- | -------- | -------- | -------- | -------- | -------- | -------- | ---------- | ---------- |
| Colin Nelson Jim Lavalley                                      | Kettes      | 57,56    | 13.      | 57,92    | 18.      | 58,13    | 21.      | 58,39    | 22.      | 3:52,00    | 18.        |
| Joey Kilburn Brian Vachon                                      | Kettes      | 58,61    | 23.      | 58,74    | 23.      | 58,22    | 22.      | 58,72    | 23.      | 3:54,29    | 23.        |
| Colin Nelson Thomas Stehr David Veale Jim Lavalley             | Négyes      | 55,97    | 13.      | 56,67    | 17.      | 57,49    | 17.      | 57,89    | 17.      | 3:48,02    | 17.        |
| Christopher Frank William Dunn Christopher Martin Brian Vachon | Négyes      | 57,43    | 21.      | 56,87    | 19.      | 57,87    | 20.      | 58,69    | 21.      | 3:50,86    | 21.        |

## Északi összetett
A három ugrás közül a két legjobb pontszámát adták össze. A sífutás végén 1 perces időkülönbség 9 pontnak felelt meg.
| Versenyző    | Normálsánc | Normálsánc | Normálsánc | Normálsánc | Normálsánc | Normálsánc | Normálsánc | Normálsánc | 15 km sífutás | 15 km sífutás | 15 km sífutás | Összesítés | Összesítés |
| Versenyző    | 1. ugrás   | 1. ugrás   | 2. ugrás   | 2. ugrás   | 3. ugrás   | 3. ugrás   | Össz.      | Össz.      | 15 km sífutás | 15 km sífutás | 15 km sífutás | Összesítés | Összesítés |
| Versenyző    | Pont       | Hely.      | Pont       | Hely.      | Pont       | Hely.      | Pont       | Hely.      | Idő           | Pont          | Hely.         | Pont       | Helyezés   |
| ------------ | ---------- | ---------- | ---------- | ---------- | ---------- | ---------- | ---------- | ---------- | ------------- | ------------- | ------------- | ---------- | ---------- |
| Kurt Sjolund | 66,1       | 34.        | 27,7       | 34.        | 57,9       | 33.        | 124,0      | 34.        | 58:13,40      | 128,22        | 33.           | 252,22     | 33.        |

## Gyorskorcsolya
Férfi
| Versenyző      | Versenyszám | Eredmény | Helyezés |
| -------------- | ----------- | -------- | -------- |
| Andy Barron    | 5000 m      | 8:10,00  | 23.      |
| Gaétan Boucher | 500 m       | 40,53    | 14.      |
| Gaétan Boucher | 1000 m      | 1:21,23  | 6.       |
| Gaétan Boucher | 1500 m      | 2:04,63  | 14.      |
| Tom Overend    | 500 m       | 40,22    | 11.*     |
| Tom Overend    | 1000 m      | 1:25,06  | 23.      |

* - egy másik versenyzővel azonos eredményt ért el
Női
| Versenyző       | Versenyszám | Eredmény | Helyezés |
| --------------- | ----------- | -------- | -------- |
| Liz Appleby     | 1000 m      | 1:34,27  | 22.      |
| Liz Appleby     | 1500 m      | 2:24,89  | 21.      |
| Liz Appleby     | 3000 m      | 4:58,68  | 18.      |
| Sylvia Burka    | 500 m       | 44,35    | 11.      |
| Sylvia Burka    | 1000 m      | 1:29,47  | 4.       |
| Sylvia Burka    | 1500 m      | 2:19,74  | 9.       |
| Sylvia Burka    | 3000 m      | 4:49,04  | 8.       |
| Gayle Gordon    | 3000 m      | 5:07,09  | 23.      |
| Cathy Priestner | 500 m       | 43,12    |          |
| Cathy Priestner | 1000 m      | 1:29,66  | 6.       |
| Kathy Vogt      | 500 m       | 45,62    | 21.      |
| Kathy Vogt      | 1500 m      | 2:25,49  | 23.      |

## Műkorcsolya
| Versenyző                 | Versenyszám  | Kötelező elemek   | Kötelező elemek | Rövid program     | Rövid program | Kűr               | Kűr        | Összesítés                     | Összesítés                     | Összesítés                     | Összesítés                     | Összesítés                     | Összesítés                     | Összesítés                     | Összesítés                     | Összesítés                     | Összesítés        | Összesítés        | Összesítés  | Összesítés | Összesítés |
| Versenyző                 | Versenyszám  | Kötelező elemek   | Kötelező elemek | Rövid program     | Rövid program | Kűr               | Kűr        | Helyezési pontszámok bírónként | Helyezési pontszámok bírónként | Helyezési pontszámok bírónként | Helyezési pontszámok bírónként | Helyezési pontszámok bírónként | Helyezési pontszámok bírónként | Helyezési pontszámok bírónként | Helyezési pontszámok bírónként | Helyezési pontszámok bírónként | Több. hely. száma | Több. hely. össz. | Hely. össz. | Pont       | Helyezés   |
| Versenyző                 | Versenyszám  | Több. hely. száma | Hely.           | Több. hely. száma | Hely.         | Több. hely. száma | Hely.      | 1                              | 2                              | 3                              | 4                              | 5                              | 6                              | 7                              | 8                              | 9                              | Több. hely. száma | Több. hely. össz. | Hely. össz. | Pont       | Helyezés   |
| ------------------------- | ------------ | ----------------- | --------------- | ----------------- | ------------- | ----------------- | ---------- | ------------------------------ | ------------------------------ | ------------------------------ | ------------------------------ | ------------------------------ | ------------------------------ | ------------------------------ | ------------------------------ | ------------------------------ | ----------------- | ----------------- | ----------- | ---------- | ---------- |
| Toller Cranston           | Férfi egyéni | 7×8+              | 7.              | 7×2+              | 1.            | 5×3+              | 2.         | 1,0                            | 3,0                            | 2,0                            | 4,0                            | 6,0                            | 2,0                            | 5,0                            | 3,0                            | 4,0                            | 5×3+              | 11,0              | 30,0        | 187,38     |            |
| Stan Bohonek              | Férfi egyéni | 5×17+             | 17.             | 8×15+             | 15.           | 6×13+             | 13.        | 14,0                           | 15,0                           | 14,0                           | 13,0                           | 13,0                           | 14,0                           | 13,0                           | 14,0                           | 14,0                           | 8×14+             | 109,0             | 124,0       | 165,88     | 14.        |
| Ron Shaver                | Férfi egyéni | 5×7+              | 6.              | 6×3+              | 3.            | nem indult        | nem indult | kiesett                        | kiesett                        | kiesett                        | kiesett                        | kiesett                        | kiesett                        | kiesett                        | kiesett                        | kiesett                        | kiesett           | kiesett           | kiesett     | kiesett    | kiesett    |
| Lynn Nightingale          | Női egyéni   | 7×10+             | 10.             | 6×6+              | 5.            | 6×7+              | 8.         | 6,0                            | 9,0                            | 8,0                            | 5,0                            | 9,0                            | 5,0                            | 7,0                            | 9,0                            | 9,0                            | 5×8+              | 31,0              | 67,0        | 181,72     | 9.         |
| Kim Alletson              | Női egyéni   | 5×14+             | 13.             | 5×13+             | 14.           | 6×13+             | 13.        | 13,5                           | 14,0                           | 13,0                           | 14,0                           | 14,0                           | 13,0                           | 14,0                           | 14,0                           | 13,0                           | 9×14+             | 122,5             | 122,5       | 171,64     | 14.        |
| Candy Jones Donald Fraser | Páros        |                   |                 | 6×12+             | 13.           | 9×14+             | 14.        | 12,0                           | 14,0                           | 14,0                           | 11,0                           | 14,0                           | 11,0                           | 13,0                           | 14,0                           | 14,0                           | 9×14+             | 117,0             | 117,0       | 116,54     | 14.        |

| Versenyző                       | Versenyszám | Kötelező táncok   | Kötelező táncok | Eredeti (original) tánc | Eredeti (original) tánc | Kűr               | Kűr   | Összesítés                     | Összesítés                     | Összesítés                     | Összesítés                     | Összesítés                     | Összesítés                     | Összesítés                     | Összesítés                     | Összesítés                     | Összesítés        | Összesítés        | Összesítés  | Összesítés | Összesítés |
| Versenyző                       | Versenyszám | Kötelező táncok   | Kötelező táncok | Eredeti (original) tánc | Eredeti (original) tánc | Kűr               | Kűr   | Helyezési pontszámok bírónként | Helyezési pontszámok bírónként | Helyezési pontszámok bírónként | Helyezési pontszámok bírónként | Helyezési pontszámok bírónként | Helyezési pontszámok bírónként | Helyezési pontszámok bírónként | Helyezési pontszámok bírónként | Helyezési pontszámok bírónként | Több. hely. száma | Több. hely. össz. | Hely. össz. | Pont       | Helyezés   |
| Versenyző                       | Versenyszám | Több. hely. száma | Hely.           | Több. hely. száma       | Hely.                   | Több. hely. száma | Hely. | 1                              | 2                              | 3                              | 4                              | 5                              | 6                              | 7                              | 8                              | 9                              | Több. hely. száma | Több. hely. össz. | Hely. össz. | Pont       | Helyezés   |
| ------------------------------- | ----------- | ----------------- | --------------- | ----------------------- | ----------------------- | ----------------- | ----- | ------------------------------ | ------------------------------ | ------------------------------ | ------------------------------ | ------------------------------ | ------------------------------ | ------------------------------ | ------------------------------ | ------------------------------ | ----------------- | ----------------- | ----------- | ---------- | ---------- |
| Barbara Berezowski David Porter | Jégtánc     | 6×10+             | 10.             | 6×12+                   | 11.                     | 7×10+             | 9.    | 7,0                            | 10,0                           | 11,0                           | 9,0                            | 11,0                           | 10,0                           | 11,0                           | 11,0                           | 6,0                            | 5×10+             | 42,0              | 86,0        | 182,90     | 10.        |
| Susan Carscallen Eric Gillies   | Jégtánc     | 7×15+             | 14.             | 5×12+                   | 12.                     | 8×12+             | 12.   | 10,0                           | 15,0                           | 12,0                           | 10,0                           | 12,0                           | 13,0                           | 13,0                           | 13,0                           | 9,0                            | 5×12+             | 53,0              | 107,0       | 175,96     | 13.        |

## Sífutás
Férfi
| Versenyző                                          | Versenyszám     | Eredmény      | Helyezés      |
| -------------------------------------------------- | --------------- | ------------- | ------------- |
| Bert Bullock                                       | 15 km           | 47:23,38      | 33.           |
| Bert Bullock                                       | 30 km           | 1:36:24,55    | 31.           |
| Bert Bullock                                       | 50 km           | nem ért célba | nem ért célba |
| Edward Day                                         | 15 km           | 49:59,43      | 59.           |
| Edward Day                                         | 30 km           | 1:38:09,10    | 42.           |
| Edward Day                                         | 50 km           | 2:51:58,75    | 37.           |
| Ernie Lennie                                       | 15 km           | 52:27,04      | 67.           |
| Ernie Lennie                                       | 50 km           | 3:01:01,57    | 41.           |
| Reijo Puiras                                       | 30 km           | 1:41:34,43    | 56.           |
| Hans Skinstad                                      | 15 km           | 49:30,36      | 56.           |
| Hans Skinstad                                      | 30 km           | 1:36:16,95    | 30.           |
| Hans Skinstad                                      | 50 km           | 2:46:11,83    | 22.           |
| Bert Bullock Ernie Lennie Edward Day Hans Skinstad | 4 × 10 km váltó | 2:15:31,85    | 12.           |

Női
| Versenyző                                                | Versenyszám    | Eredmény   | Helyezés |
| -------------------------------------------------------- | -------------- | ---------- | -------- |
| Sharon Firth                                             | 5 km           | 17:35,06   | 29.      |
| Sharon Firth                                             | 10 km          | 33:15,20   | 28.      |
| Shirley Firth                                            | 5 km           | 17:31,36   | 27.      |
| Shirley Firth                                            | 10 km          | 33:16,50   | 29.      |
| Joan Groothuysen                                         | 5 km           | 17:51,08   | 30.      |
| Joan Groothuysen                                         | 10 km          | 34:16,35   | 34.      |
| Sue Holloway                                             | 10 km          | 34:03,49   | 32.      |
| Esther Miller                                            | 5 km           | 18:05,05   | 34.      |
| Shirley Firth Joan Groothuysen Sue Holloway Sharon Firth | 4 × 5 km váltó | 1:14:02,72 | 7.       |

## Síugrás
Férfi
| Versenyző     | Versenyszám | 1. ugrás | 1. ugrás | 2. ugrás | 2. ugrás | Összesítés | Összesítés |
| Versenyző     | Versenyszám | Pont     | Hely.    | Pont     | Hely.    | Pont       | Helyezés   |
| ------------- | ----------- | -------- | -------- | -------- | -------- | ---------- | ---------- |
| Kim Fripp     | Normálsánc  | 91,2     | 52.      | 84,7     | 54.      | 175,9      | 54.        |
| Kim Fripp     | Nagysánc    | 68,6     | 53.      | 57,3     | 53.      | 125,9      | 53.        |
| Donald Grady  | Normálsánc  | 85,7     | 55.      | 79,2     | 55.      | 164,9      | 55.        |
| Donald Grady  | Nagysánc    | 78,1     | 49.      | 71,4     | 47.      | 149,5      | 48.        |
| Richard Grady | Normálsánc  | 96,3     | 49.      | 96,3     | 48.      | 192,6      | 48.        |
| Richard Grady | Nagysánc    | 80,4     | 46.      | 72,9     | 45.      | 153,3      | 46.        |
| Peter Wilson  | Normálsánc  | 103,8    | 37.*     | 103,5    | 36.      | 207,3      | 36.        |
| Peter Wilson  | Nagysánc    | 79,4     | 47.      | 75,3     | 42.      | 154,7      | 45.        |

* - három másik versenyzővel azonos eredménnyel végzett a sorozatban a 37. helyen

## Szánkó
| Versenyző                    | Versenyszám | 1. futam | 1. futam | 2. futam | 2. futam | 3. futam | 3. futam | 4. futam | 4. futam | Összesítés | Összesítés |
| Versenyző                    | Versenyszám | Idő      | Hely.    | Idő      | Hely.    | Idő      | Hely.    | Idő      | Hely.    | Idő        | Helyezés   |
| ---------------------------- | ----------- | -------- | -------- | -------- | -------- | -------- | -------- | -------- | -------- | ---------- | ---------- |
| Larry Arbuthnot              | Férfi egyes | 56,691   | 34.      | 55,380   | 27.      | 55,085   | 29.      | 55,628   | 31.      | 3:42,784   | 31.        |
| Michael Shragge              | Férfi egyes | 57,950   | 38.      | 55,812   | 34.      | 56,656   | 36.      | 55,874   | 35.      | 3:46,292   | 35.        |
| Denis Michaud                | Férfi egyes | kizárták | kizárták | kiesett  | kiesett  | kiesett  | kiesett  | kiesett  | kiesett  | kiesett    | kiesett    |
| Carole Keyes                 | Női egyes   | 45,654   | 21.      | 45,692   | 21.      | 45,200   | 22.      | 45,337   | 21.      | 3:01,883   | 22.        |
| Mary Jane Bowie              | Női egyes   | 45,804   | 22.      | 45,719   | 22.      | 45,352   | 23.      | 45,466   | 23.      | 3:02,341   | 23.        |
| Julie Chase                  | Női egyes   | 46,529   | 25.      | 46,570   | 26.      | 51,633   | 26.      | 48,790   | 26.      | 3:13,522   | 26.        |
| Larry Arbuthnot Doug Hansen  | Kettes      | 44,933   | 16.      | 45,102   | 17.      |          |          |          |          | 1:30,035   | 17.        |
| David McComb Michael Shragge | Kettes      | 45,421   | 19.      | 46,169   | 23.      |          |          |          |          | 1:31,590   | 22.        |